# Scutellinia heterosculpturata
Scutellinia heterosculpturata är en svampart som tillhör divisionen sporsäcksvampar, och som beskrevs av Kullman och Ain (G.) Raitviir. Scutellinia heterosculpturata ingår i släktet Scutellinia, och familjen Pyronemataceae. Arten är reproducerande i Sverige.